# Iglesia de San Francisco (Torreblanca)

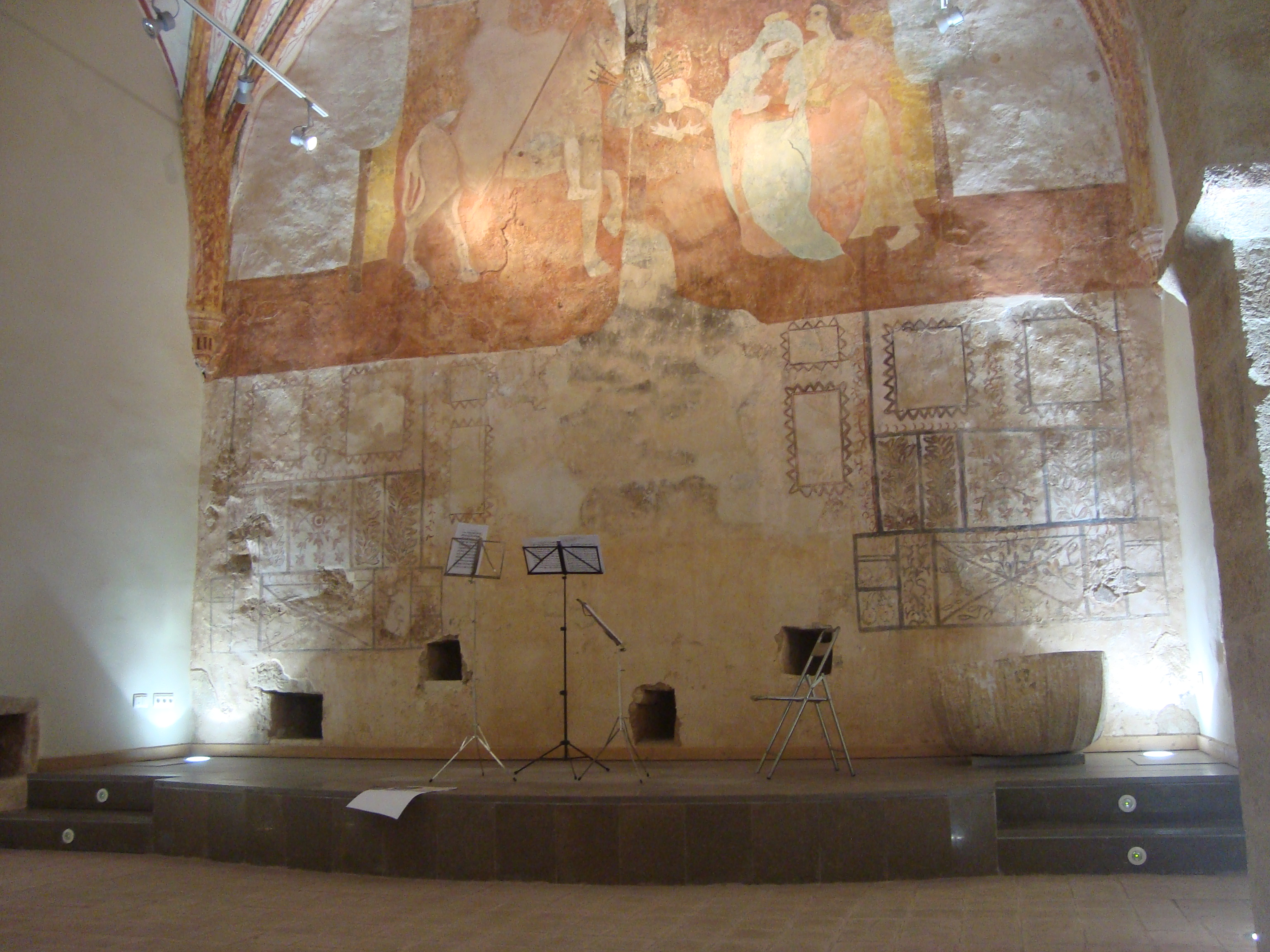
Interior

La iglesia de San Francisco de Torreblanca, también conocida como ermita de San Francisco o iglesia-fortaleza de San Francisco es un templo católico, actualmente desacralizado, situado dentro del vallado antiguo de la población, cerca de las antiguas murallas de la villa, y desde que se construyó el Calvario en el siglo XVIII, ha sido parte integrante del mismo.
En 1982 se inicia el expediente de declaración del conjunto —la iglesia de San Francisco, junto la capilla del Calvario y el recinto de las estaciones—, como Monumento Histórico-artístico de carácter nacional, y el 28 de septiembre de 2007 se reconoce el conjunto como Bien de interés cultural, en la categoría de Monumento.

## Historia
Todos los indicios llevan a la conclusión de identificar este edificio como la “Torre de Lupricato”, citada como uno de los lindes cuando el rey Jaime I hace donación del distrito de Miravet y Zufera al Obispo y mensa episcopal de Tortosa (Peñíscola, 27 de abril de 1225).
Alrededor de aquella torre debieron reunirse los primeros pobladores que pronto la convertirían en torre defensiva y a la vez, iglesia de culto. Situada en el alto de un cerro y encarada hacia la planicie que se extiende hacia el sur, tenía que verse desde lejos, característica que le valió la adquisición del nombre actual de la población. Hasta mediados del siglo pasado, el nombre Torreblanca se creyó que venía por el hecho de la existencia de otra torre (más moderna) en su término municipal, llamada Torre del Marqués, que tuvo como propietaria a una Blanca de Cardona en el siglo XVII, cuando hacía 200 años que ya se le denominaba al poblamiento con el topónimo actual.
Fue sede parroquial hasta la construcción de la iglesia de San Bartolomé, a la parte baja del recinto urbano, en el siglo XVII. Y fue el escenario, en 1397, de un asalto berberisco en el que robaron las Hostias consagradas y la Custodia, y que provocó un contraataque cristiano para su recuperación.
Edificio construido en el siglo XIV, siguiendo el tipo de iglesias de conquista, con una funcionalidad claramente defensiva, formando un bastión integrado en la muralla en la parte alta de la población. Posteriormente se sustituye la cubierta de madera por la bóveda, lo cual provocó una mayor carga y la quiebra de los arcos, y la necesidad de añadir muros ataluzados. Esta reforma se hizo a finales del siglo XVI, posiblemente en 1591, cuando la población volvió a crecer con motivo de la concesión de la segunda carta de poblamiento de 1576.
Cuando se construye el Calvario, la iglesia queda integrada en el conjunto, y en el año 1815 se cambia el acceso, y la puerta de medio punto adintelada del lado de la Epístola queda tapiada, y se abre una nueva a los pies de la nave, ahora dando acceso al recinto del Calvario.
Se han realizado varias actuaciones de conservación del templo, como la rehabilitación de las pinturas, o la restauración integral de 2008, con la reposición del pavimento y la adaptación como sala de exposiciones.

## Arquitectura
Templo de una sola nave, rectangular, con arcos fajones diafragmáticos que descansan sobre pilastras, y sin contrafuertes, que dividen el espacio en cuatro tramos. Tiene cabecera plana, coro alto a los pies y sacristía. Al exterior, tres muros ataluzados sirven de toscos contrafuertes. La nave y el bajo coro están cubiertos con bóveda de crucería con terceletes y ligaduras, y complementos de ladrillos, y con claves sencillamente adornadas, con motivos vegetales y el escudo de la población.
La sacristía, una sala cuadrada adosada a la nave, que conecta, en el lado de la Epístola, con la cabecera, parece ser, por las paredes gruesas y por la abundancia de aspilleras, el cuerpo inferior de una torre de defensa.
Los muros son de masonería de piedra, menos las aperturas y las muelas de los lados, que son de sillares. El templo, actualmente, se cubre con un tejado de dos vertientes. En el origen de la torre defensiva, la cubierta era plana para servir, con sus almenas, a su propósito defensivo.
La actual fachada principal, muy sencilla, tiene una puerta con arco adintelado y, encima, una aspillera o pequeña ventana atrompetada. Más arriba hay cuatro aperturas, restos de las almenas defensivas, cerca de la cornisa. Una pequeña espadaña, que coronaba esta fachada, desapareció en las últimas rehabilitaciones.
El acceso original -aun pueden observarse sus restos- se encuentra en el segundo cuerpo del edificio (lado del Evangelio). Hoy se halla tapiado y da a un patio particular (primer cementerio de la población). La puerta disponía de un matacán defensivo en su vertical, existente en la actualidad.
La funcionalidad defensiva del templo se ve en las diversas aspilleras que agujerean las paredes, la barbacana lateral (posible sacristía actual) que protegía el acceso original, las almenas insinuadas en la parte superior de los muros, el matacán sobre la antigua puerta y los restos de muralla adosadas al templo.

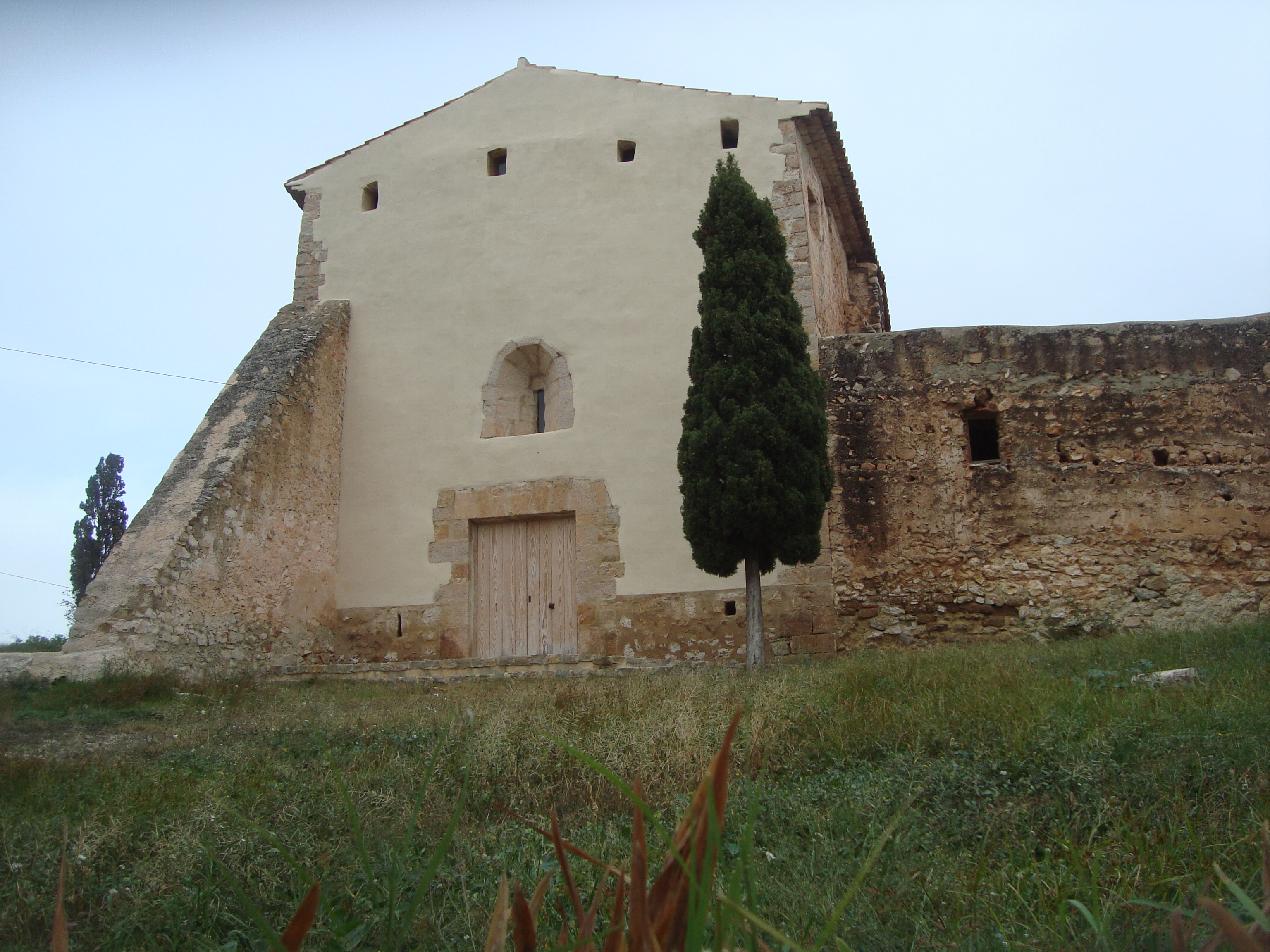
Antigua iglesia medieval de San FrancIsco (Torreblanca).